# Kerncentrale Leibstadt
Kerncentrale Leibstadt (Kernkraftwerk Leibstadt (KKL)) ligt bij Leibstadt in Zwitserland bij de rivier de Rijn aan de Duitse grens.
De centrale heeft één actieve kokendwaterreactor (BWR). Eigenaar van de centrale heet Kernkraftwerk Leibstadt AG.
| Reactorblok | Reactortype | Vermogen | Begin bouw | Inbedrijfname | Stillegging |
| ----------- | ----------- | -------- | ---------- | ------------- | ----------- |
| Leibstadt-1 | BWR         | 1220 MW  | 1974       | 1984          |             |